# Agencia Central de Movimientos Sociales y Estadísticas
La Agencia Central de Movimientos Sociales y Estadísticas (en árabe: الجهاز المركزي للتعبئة العامة والإحصاء; en inglés: Central Agency for Public Mobilization and Statistics, sigla CAPMAS) es la agencia oficial de estadística de Egipto encargada de recopilar, procesar, analizar y difundir datos estadísticos y facultada para la realización del censo de población.
La agencia fue creada por Decreto Presidencial 2915 de 1964. Es el proveedor oficial de datos, estadísticas e informes.
Las funciones de CAPMAS apoyan la planificación estatal, la toma de decisiones y la evaluación de políticas, pero ha sido criticado por actuar como regulador de la información y por no brindar acceso a los investigadores. Los investigadores deben obtener un permiso de CAPMAS antes de realizar una investigación en el país.
La agencia participó en el Día Mundial de la Estadística (en octubre de 2015), con actividades en honor a los estadísticos de alto nivel, la realización de talleres y el lanzamiento de su nuevo sitio web.
Mahmoud Mohamed ElSarawy ha sido un estadístico colaborador de CAPMAS.
En 2013, el Parlamento de Egipto estaba considerando una Ley de Libertad de Información para ayudar a garantizar un alto nivel de transparencia y divulgación de acuerdo con las mejores prácticas internacionales , pero algunos dudaban que se aprobara y, a partir de 2016, no existe tal ley para Egipto.
Uno de los hallazgos más importantes de la agencia ha sido el tipo de crecimiento de la población que se está produciendo en Egipto. Desde 2014, el general de división Abu Bakr al-Gendy, jefe de CAPMAS, dijo que la población de Egipto ha estado creciendo, durante décadas, a un ritmo insostenible . Dijo que la población crece a un alarmante 1 millón de egipcios cada seis meses y llamó a este tipo de crecimiento "un virus" que debe abordarse.